# Irigy Hónaljmirigy
Irigy Hónaljmirigy (česky Závistivá podpažní žláza, často zkráceně IHM) je maďarská komediální/parodická kapela. Kapela vznikla v roce 1990 pod názvem Fintorock. Je známá po celém Maďarsku svými parodiemi na populární písně z domácího prostředí i ze zahraničí, stejně jako parodováním celebrit a televizních pořadů. Skupina měla rovněž svůj vlastní televizní pořad, Irigy Hónaljmirigy Show, který běžel na TV2 od roku 2000 do roku 2010.
7. července 2019 zemřel ve věku 53 let po dlouhé a těžké nemoci zakládající člen kapely Zoltán Ambrus.

## Členové

### Současní členové
- László Kabai – bicí
- Imre Molnár – basová kytara
- Ferenc Papp – kytara
- Péter Sipos – zpěv
- Tamás Sipos – zpěv
- László Uszkó – syntezátor
- György Varga – kytara
- Antal Csarnoki – zpěv

### Dřívější členové
- Zoltán Ambrus – kytara, zpěv
- Attila Várszegi
- Gábor Katona

## Diskografie

### Studio alba
- Fetrengés (1994)
- A csillagok háborognak (1996)
- Snassz Vegasz (1998)
- Selejtező (1999)
- Ráncdalfesztivál (2000)
- Flúgos Futam (2001)
- ValóságShokk (2003)
- Bazi nagy lagzi (2004)
- Retro Klub (2005)
- K.O.Média (2007)
- 20 év 10 kedvence (2010)
- Válogatás nélküli lemez (2014)

### Živá alba
- Mirigy Nagydíj (2002)

### EP
- Buliwood (1997)
- Sovány Vegasz (1999)

### Dema
- Emezoldal – Mirigy-Mix 1. (1993)
- Amazoldal – Mirigy-Mix 2. (1993)